# Người Việt tại Ukraina
Người Việt tại Ukraina là cư dân gốc Việt sinh sống ở Ukraina.
Tính đến năm 2014 có khoảng 10.000 người dân gốc Việt ở Ukraina. Nguồn khác thì đưa ra con số 30.000 người. Theo Hiệp hội Ukraina-Vietnam tính đến đầu năm 2022 trước khi Nga mở cuộc xâm lăng Ukraina thì số người Việt sinh sống tại Ukraina là khoảng 100.000.
Ở thủ đô Keiv có một nghìn người nhưng đến cuối năm 2014 thì ước đoán có đến 10.000 người. Nơi tập trung đông nhất trước kia là Kharkiv, có khoảng 5.000-6.000 người. Ngoài ra một số sinh sống ở hải cảng Odessa độ 3.000 người (2016) tập trung ở khu Làng Sen (chính tên là khu Lotos) và buôn bán ở Chợ Cây số 7. Mariupol cũng có vài chục gia đình người Việt.
Người gốc Việt đa số làm nghề tiểu thương, buôn bán lẻ.

## Sự cố
Hôm 28/1/2016, một nhóm lính đặc nhiệm, nhiều người bịt mặt đã tràn vào khu Lotos (người Việt gọi là Làng Sen), khám nhà và tịch thu tiền của người Việt sống tại đây. Ngày 31/1, người phát ngôn của SBU, bà Elena Gitlyanskaya, cho hay SBU đã thực hiện 14 vụ lục soát trong chiến dịch đặc biệt truy quét những đường dây buôn người và di trú bất hợp pháp.
Ngày 24/5, Bộ Ngoại giao Việt Nam triệu tập đại sứ Ukraine về việc người Việt Nam tại khu chung cư Làng Sen, thành phố Odessa bị khám xét và tịch thu tài sản vô cớ một ngày trước đó.

## Nhân vật liên quan
- Phạm Nhật Vượng, thương gia